# Interstate 44
Die Interstate 44 (kurz I-44) ist ein Teil des Interstate-Highwaysystems in den Vereinigten Staaten. Sie beginnt am U.S. Highway 277 in Wichita Falls, Texas und endet in St. Louis, Missouri an der Interstate 55. Die I-44 ist eine von fünf Interstates, die als Umgehung der Route 66 gebaut wurden. Sie verbindet dabei die Großräume von Oklahoma City und St. Louis.

## Länge
| Meilen | km    |          |  |
|        |       |          |  |
| 15     | 24    | Texas    |  |
| 329    | 530   | Oklahoma |  |
| 290    | 467   | Missouri |  |
|        |       |          |  |
| 634    | 1.021 | Total    |  |

## Wichtige Städte an dieser Autobahn
- Wichita Falls, Texas
- Oklahoma City, Oklahoma
- Tulsa, Oklahoma
- Joplin, Missouri
- Springfield, Missouri
- St. Louis, Missouri

## Zubringer und Umgehungen
- Interstate 244 und Interstate 444 bei Tulsa
- ehemaliger Interstate 244 bei St. Louis, seit 1974 gehört er zur Interstate 270